# Jotunheimvegen

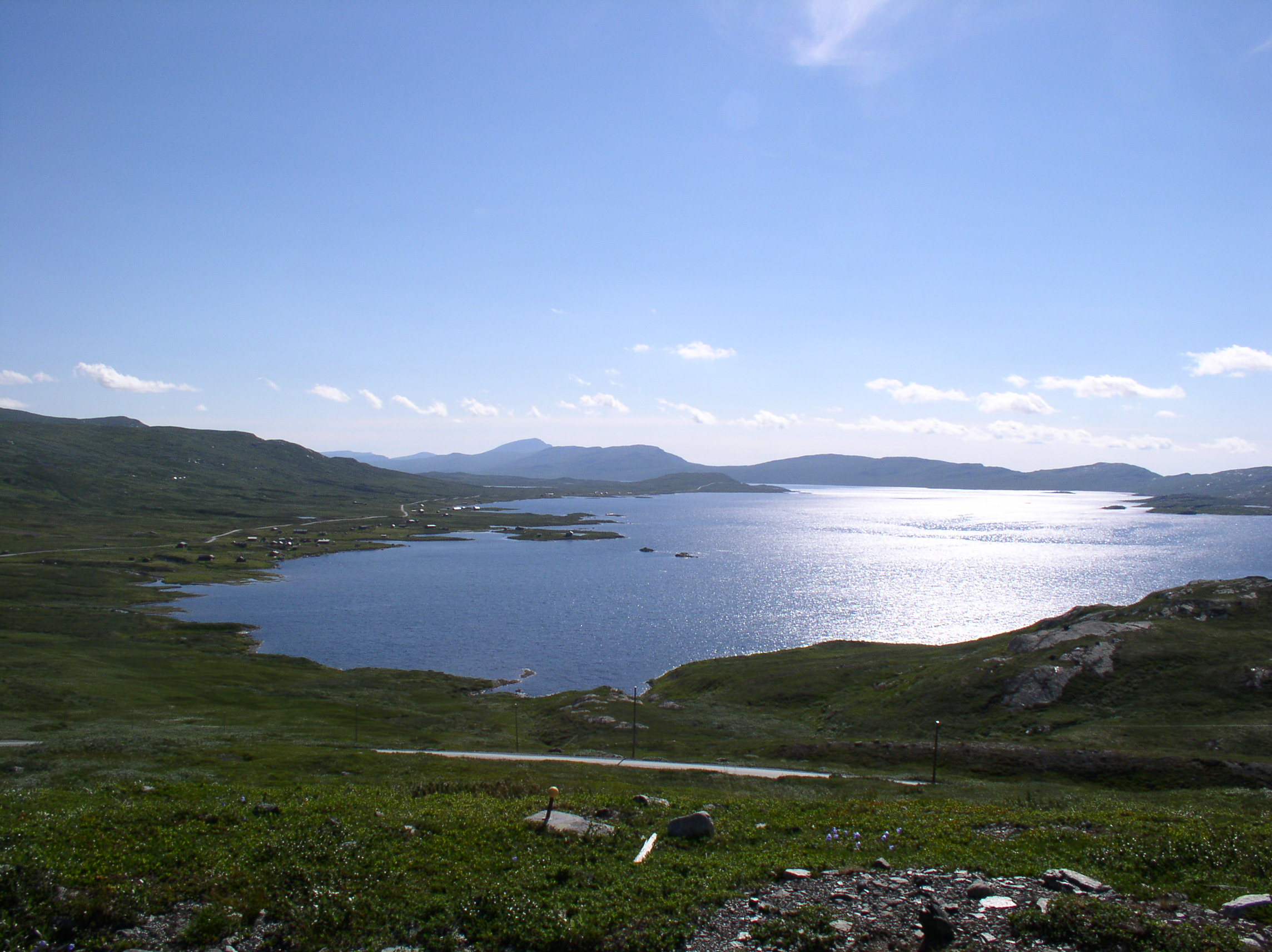
Jotunheimvegen am Vinstri

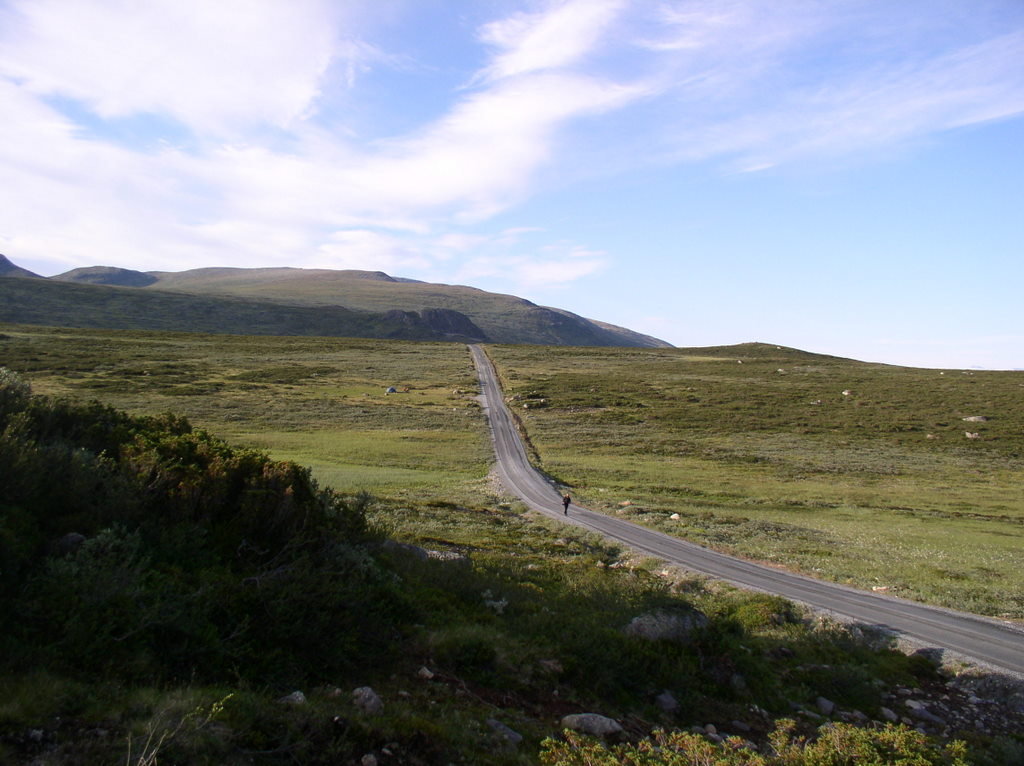
Jotunheimvegen

Der Jotunheimvegen, auch Jotunheimveien, ist eine 45 Kilometer lange, aus Schotterbelag bestehende, mautpflichtige Hochgebirgsstraße durch Jotunheimen in Norwegen. Sie führt von der Ortschaft Skåbu im Osten, am See Vinstre entlang, zum Riksvei 51 (Fagernes – Valdresflye – Vågå) und liegt im Fylke Innlandet. Sie ist eine nur im Sommer geöffnete Straße, die hauptsächlich von Touristen und Anwohnern aus dem Hochgebirge genutzt wird.